# PWV-Hütte am Schmalstein
Die Hütte am Schmalstein ist eine vom Ortsverein Bruchweiler des Pfälzerwald-Vereins seit 1988 bewirtschaftete Schutzhütte im Pfälzerwald. Sie befindet sich westlich der Gemeinde Bruchweiler-Bärenbach. Die Hütte liegt in einer Höhe von 225 m ü. NHN. Sie bietet keine Übernachtungsmöglichkeiten an. Der Name der Hütte leitet sich vom nahegelegenen Schmalsteinfelsen ab. Dieser ist als Naturdenkmal ND-7340-298 im Gemeindegebiet von Bruchweiler-Bärenbach ausgewiesen. Mit den anderen Häusern des Pfälzerwald-Vereins ist sie seit 2021 mit dem Eintrag Pfälzerwaldhütten-Kultur Bestandteil des Immateriellen Kulturerbes in Deutschland der deutschen UNESCO-Kommission.

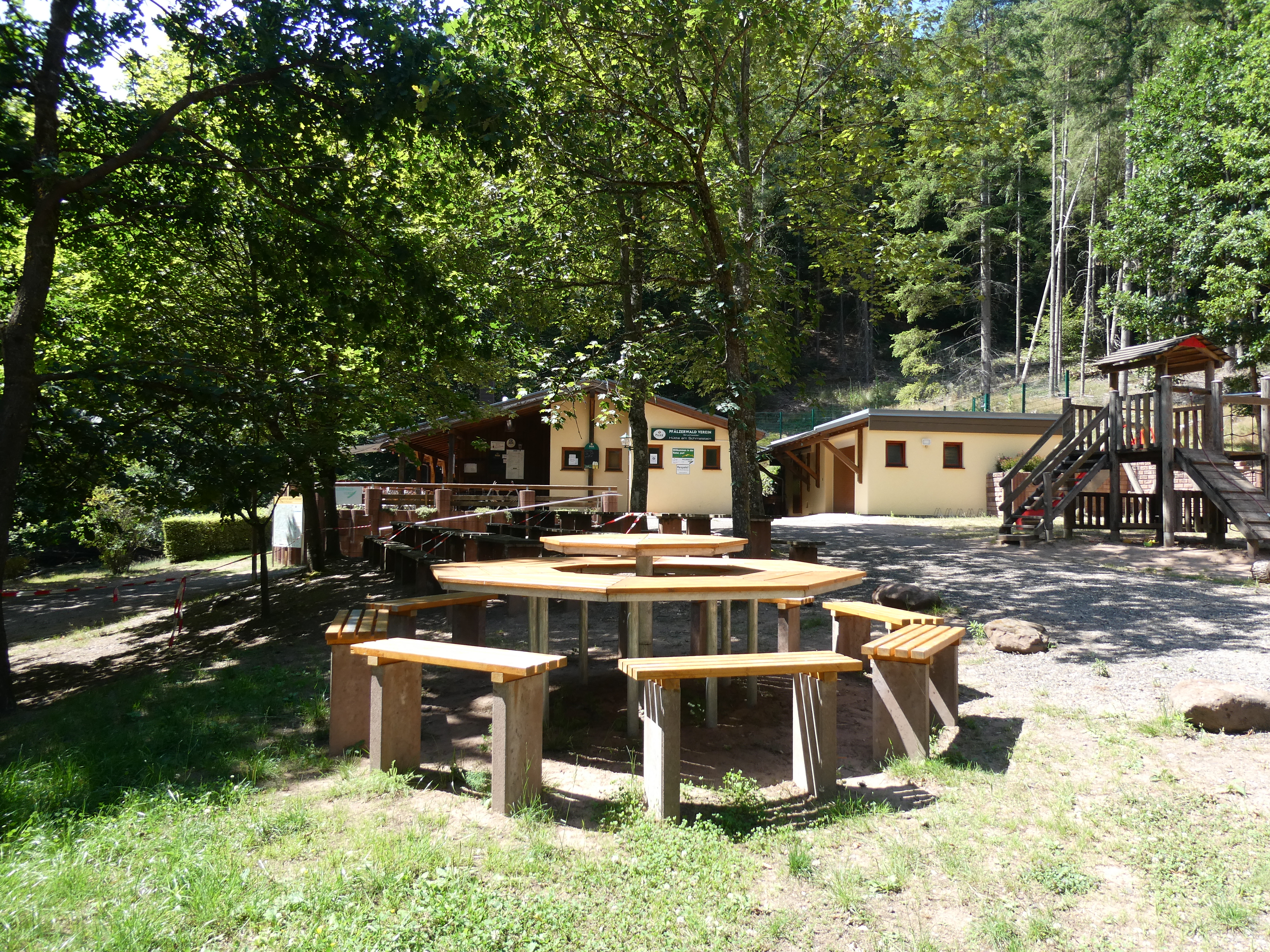
Hütte am Schmalstein

## Geschichte
Die Hütte wurde in den Jahren 1986 bis 1988 errichtet. Anlässlich des 25-jährigen Jubiläums wurde die Hütte in den Jahren 2012 und 2013 erweitert und erhielt dabei die teilweise überdachte Terrasse und auch den heutigen markanten gelben Anstrich.

## Lage
Die Hütte liegt am westlichen Rand der Gemarkung der Gemeinde Bruchweiler-Bärenbach am Ende des Wöllmersbachtals. Südlich der Hütte befindet sich eine Feuchtwiese, wo sich auch die gefasste Quelle des Baches befindet. In der näheren Umgebung der Hütte befinden sich einigen als Naturdenkmale ausgewiesene Buntsandsteinfelsen. Das sind nördlich der am Westhang des Rechelsteins (440,4 m) gelegene Napoleonsfels (ND-7340-297), westlich der ebenfalls am Rechelstein gelegene Schmalsteinfelsen, südwestlich der am Westhang des Dretschberges (460 m) gelegene Dretschbergfelsen (ND-7340-299), südwestlich der am Nordhang des Schließecks (389,4 m) gelegene Zwicksteinfelsen (ND-7340-300) und südlich der ebenfalls am Nordhang der Schließecks gelegene Käskammerfelsen (ND-7340-302).

## Zugänge und Wanderungen
Die Hütte kann nur zu Fuß erreicht werden. Wanderparkplätze befinden sich in etwa 300 Meter Entfernung und an der nahegelegenen Kreisstraße 42. Die Hütte ist über Wanderwege im Wandergebiet Dahner Felsenland gut erschlossen. Mit dem Napoleonsteig führt ein markierter lokaler Wanderweg direkt an der Hütte vorbei. Mögliche Wanderungen können zum Großen Eyberg (513 m) mit dem 18 Meter hohen Eybergturm oder zum Rauhberg (352,1 m) mit seinen imposanten Buntsandsteinriffen führen. Benachbarte bewirtschaftete Hütten des Pfälzerwaldvereins sind die Drachenfelshütte und die Dahner Hütte – Im Schneiderfeld. Nahe der Hütte befinden sich mit der Ludwigshafener Hütte am Reinigshof und der Kaiserslauterer Hütte am Rauhberg zwei unbewirtschaftete Hütten des Deutschen Alpenvereins (DAV).